# 一分子生物学
一分子生物学（いちぶんしせいぶつがく）とは生体分子の挙動を分子レベルで観察・測定し、操作することを基盤とした生物学の一分野。従来、生体分子の測定には多数の分子を対象とした実験系を用いていた。多分子系は実験系の容易さや平均値の取りやすさから長らく行われてきた。しかしながら、多分子系の実験は『すべての分子は同様に振舞う』という仮定に基づいたものであり、特定の生体分子そのものの挙動を直接観察できるものではなかった。『一分子観測』という概念の誕生以降、生体分子の『実際の』挙動が次々と明らかになっている。

## 歴史
1910年代
- ウイルソンにより霧箱（cloud chamber）が開発され、個々の荷電粒子の測定が可能になった。ここから、電子顕微鏡が発展し、一個の分子の観測が可能になる。

1970年代
- 生体膜イオン透過性を直接測定できる『パッチクランプ法』が開発された。パッチクランプ法では一分子の膜タンパクの機能測定を可能にした。

1980年代　
- STM（走査型トンネル顕微鏡）が開発され、試料を真空中におかねばならない従来の電子顕微鏡とはことなり、大気中、液相中での分子の観測が可能になった。
- また、DNAやアクチンといった巨大分子に蛍光色素を結合させ、生体分子の観測を可能にした（この段階では数百個の蛍光色素までしか検出できなかった）。
- 光の放射圧を利用して物体を固定できる『光ピンセット』が生物学研究に導入され始めた。

1990年代
- エバネッセント場を利用した光学顕微鏡が開発され局所的に蛍光色素を励起させて一分子の蛍光を検出することが可能になった（NSOM：近接場走査型光学顕微鏡）。
- AFM（原子間力顕微鏡）を利用して、DNAの結合力やたんぱく質の折りたたみ構造に起因した力などを測定できるようになった。
- GFP（蛍光タンパク質）の全塩基配列が決定され、GFPの改変が現在も進行している。

2000年代
- 液中AFM（原子間力顕微鏡）を利用し2フレーム/秒程度でミオシンやアクチンの動的振る舞いを観察できるようになった。

## 成果
- ミオシンタンパク一分子の酵素反応過程の解明およびコンフォメーションの変化
- キネシン、ダイニンタンパクの微小管上の『歩行』の観測と発生トルク
- RNAポリメラーゼの発生トルク
- ATP合成酵素F1部位の回転運動の観測と発生トルク

など